# Denis Špoljarić
Denis Špoljarić, hrvaški rokometaš, * 20. avgust 1979.
Leta 2004 je na poletnih olimpijskih igrah v Atenah v sestavi hrvaške reprezentance osvojil zlato olimpijsko medaljo.